# Какинское бекство
Какинское бекство (лезг. Кьакӏарин беквал) — государственное образование, существовавшее в XVIII—XIX веках в Самурской долине Дагестана, на территории нынешнего Ахтынского района.

## История
Какинские беки происходили от казикумухских ханов. Родственники казикумухского хана Шуаиб-бек и Иса-бек поселились в конце XVIII века в селе Кака. Хан Казикумуха предоставил им право взимания дани с селений Луткун и Ялак. Раньше эту дань платили непосредственно хану в качестве добровольного приношения, позже эта плата стала обязательной. Какинским бекам принадлежало около 20 мелких пахотных участков, лежавших чересполосно с пашнями какинских крестьян. В конце XVIII века в состав бекства вошли сёла Луткун и Ялак, ранее находившиеся под юрисдикцией Казикумухского шамхальства.

## География
Территория Какинского бекства находилась на юге Дагестана, в центральной части Самурской долины. Охватывала участок долины от Зрыха на западе до Луткуна на востоке. Помимо долины, бекство включало в себя горный массив Самурского хребта, между долиной Самура и Курахскими владениями.

## Политико-административное устройство
В состав бекства входили сёла: Кака, Луткун, Ялак.
Имена некоторых правителей Какинского бекства:
1. Алисултан
2. Шуай
3. Оразой
4. Мусабек
5. Асланбек.

## Общественные отношения
Жители Кака были узденями, бекам не удавалось сделать их своими раятами. Хотя оказывая постоянное давление, и опираясь на поддержку рутульских беков, они смогли сделать какинцев в какой-то степени зависимыми. Был период, когда беки даже подвергали провинившихся какинцев публичным поркам.
Однако, какинцы постоянно были готовы к сопротивлению. Примечательно, что захваченный беками участок Параг приходили обрабатывать бекские раяты из селений Ялак и Луткун, причём барщина доходила до 6 дней в неделю. Кроме того, луткунцы платили бекам от всего общества 4 руби пшеницы и столько же ячменя, а ялакцы по одной руби пшеницы от двора. Они были обязаны обрабатывать бекские земли: пахали, жали хлеб и косили сено, унавоживали бекские посевы, заготавливали дрова. Весь снятый с бекских полей урожай, как и дрова, отвозили к беку, а хлеб — на мельницу на своем транспорте. Также они были обязаны также давать лошадей по требованию бека для поездки в Дербент, Кубу и другие места, а также содержать в зимнее время бекский скот. Ялакцы, кроме того, давали по очереди лошадей для молотьбы бекского хлеба, содержали лошадей для бекской езды и выставляли нукеров для сопровождения беков в их поездках. С годами росли повинности зависимых от какинских беков селений.

### Из преданий
В сёлах Кака, Луткун и Ялак сохранились предания о сопротивлении крестьян увеличению повинностей. Какинцы до сих пор помнят имена борцов против бекского произвола, организаторов сопротивления крестьян. Так, однажды на какинском очаге бек Оразой поспорил с крестьянином Корчугаем и оскорбил его. В ответ Корчугай дал ему пощёчину. Бек отправился к родственникам и рассказал им об этом — те стали стыдить его и потребовали отрезать смельчаку голову. Бек подкараулил Корчугая, убил и обезглавил его.
Беки постоянно поджигали крестьянское сено и кизяк, похищали скот. Однако и сами беки тоже всё время чувствовали себя в опасности: постоянно ожидая ответного нападения какинцев, они даже прорыли подземный ход от своих жилищ в овраг, где можно было укрыться. Позже, споры между беками и сельчанами велись из-за воды для полива. Беки захватили воду, и крестьянские земли страдали от засухи.